# 226
| 226                |
| ------------------ |
| Dødsfald - Fødsler |
|                    |

| Gregoriansk kalender | 226 CCXXVI              |
| Ab urbe condita      | 979                     |
| Armensk kalender     | I/T                     |
| Kinesiske kalender   | 2922 – 2923 乙巳 – 丙午 |
| Etiopisk kalender    | 218 – 219               |
| Jødisk kalender      | 3986 – 3987             |
| Hindukalendere       |                         |
| - Vikram Samvat      | 281 – 282               |
| - Shaka Samvat       | 148 – 149               |
| - Kali Yuga          | 3327 – 3328             |
| Iransk kalender      | 396 BP – 395 BP         |
| Islamisk kalender    | 408 BH – 407 BH         |

Se også 226 (tal)

## Begivenheder
- Kong Artabanos 5. i partherriget dør, og Sassanidefyrsten Ardashir ovetager magten i hele riget. Dette afslutter partherriget og danner begyndelsen til Sassanideriget.